# Skattkammarön (film, 1990)
Skattkammarön (engelska: Treasure Island) är en brittisk-amerikansk äventyrsfilm från 1990 i regi av Fraser Clarke Heston (Charlton Hestons son). Filmen är baserad på Robert Louis Stevenson roman med samma namn från 1883. I huvudrollerna ses Charlton Heston, Christian Bale, Oliver Reed, Christopher Lee, Julian Glover och Pete Postlethwaite.

## Rollista i urval
- Charlton Heston – Long John Silver
- Christian Bale – Jim Hawkins
- Oliver Reed – Billy Bones
- Christopher Lee – Blind Pew
- Richard Johnson – Squire Trelawney
- Julian Glover – Dr Livesey
- Isla Blair – Mrs Hawkins
- Clive Wood – Kapten Smollet
- Nicholas Amer – Ben Gunn
- John Abbott – Joyce
- James Cosmo – Redruth
- James Coyle – Morgan
- Michael Halsey – Israel Hands
- Michael Thoma – Hunter
- Pete Postlethwaite – George Merry
- Robert Putt – Job Anderson
- John Benfield – Black Dog
- Richard Beale – Mr Arrow
- Brett Fancy – unge Tom
- Steven Mackintosh – Dick
- Bill Sloan – Scarface